# Самообслуживание
Самообслу́живание — концепция, у некоторых, в промышленности, повседневной деятельности, торговле, при которой обслуживание себя и  приобретение товаров и услуг производится человеком и покупателем самостоятельно, без помощи обслуживающего персонала. 

## Примеры
Типичный пример — АЗС, где клиент заливает топливо самостоятельно, затем оплачивает покупку через терминал оплаты. 
Также банкоматы (многие банки стремятся сократить свои расходы на персонал, создавая автоматизированные системы обслуживания, в том числе по телефону и в интернете), терминалы оплаты услуг телефонной связи и интернета, ЖКХ, проезда в общественном транспорте. 
В сфере розничной торговли и общепита устанавливаются кассы самообслуживания в супермаркетах и ресторанах.
Самообслуживание позволяет экономить значительные средства на заработной плате персоналу, тем самым снижая цены для потребителей, также кассы самообслуживания уменьшают очереди.

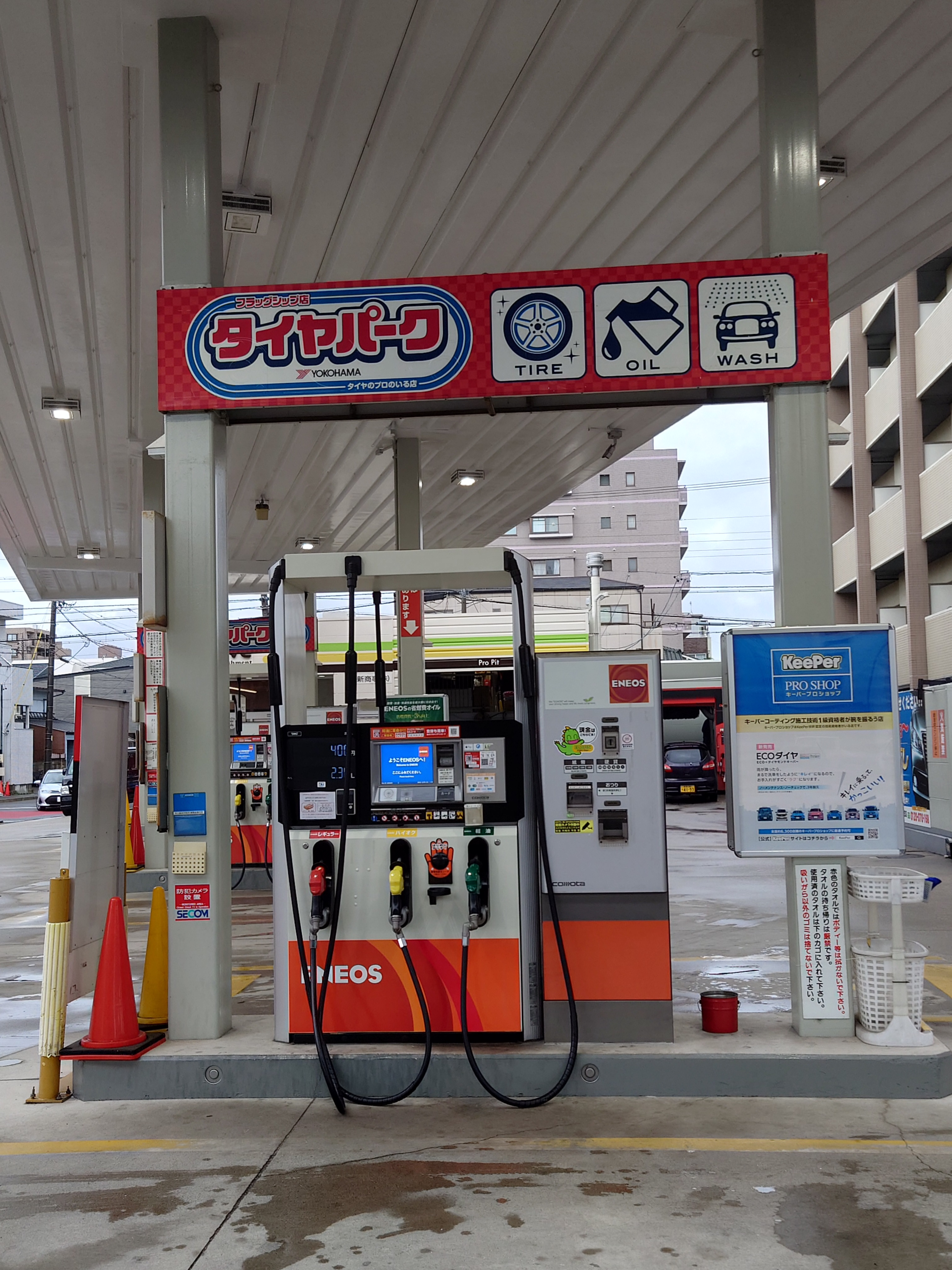
АЗС с самообслуживанием
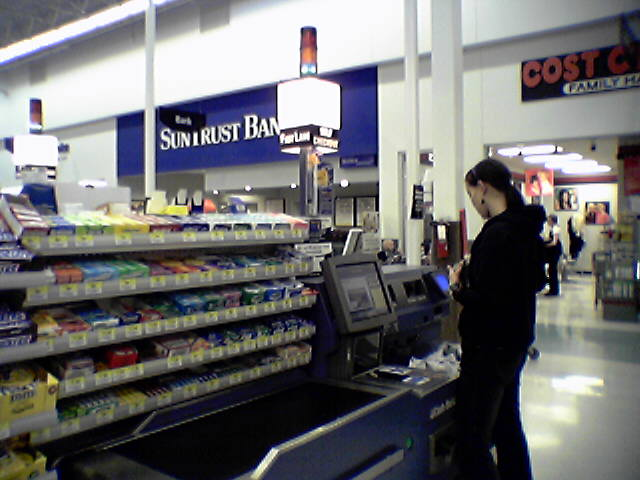
Самообслуживание покупателя с помощью NCR FastLane в магазине Wal-Mart
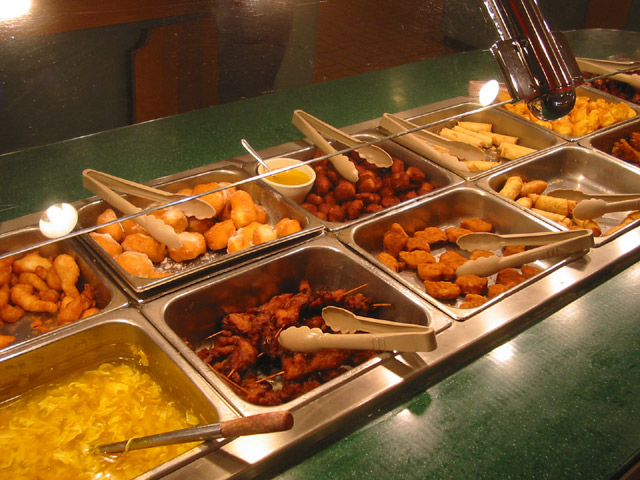
Китайский ресторан
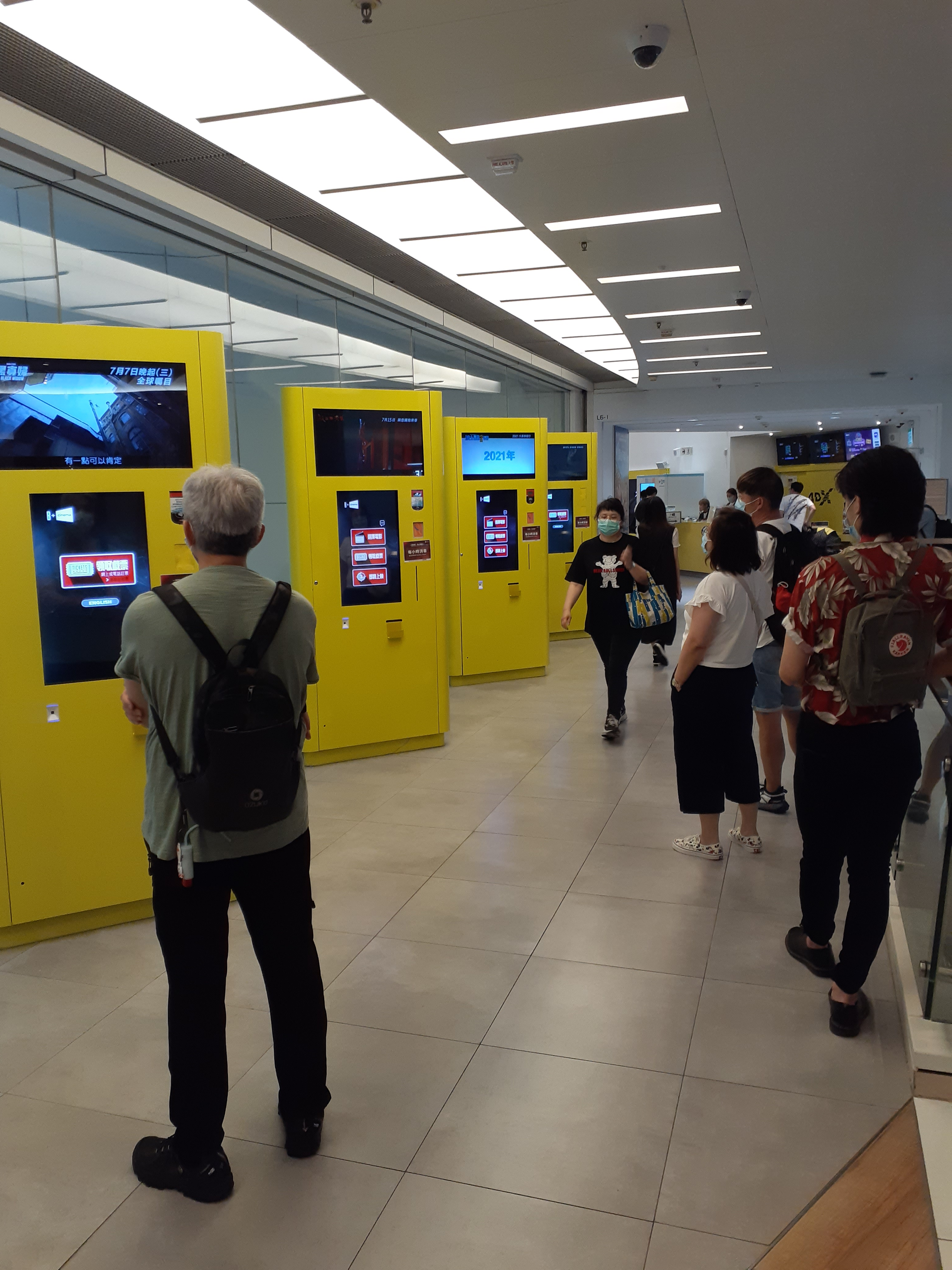
Кинотеатр, заказ билетов с помощью терминала
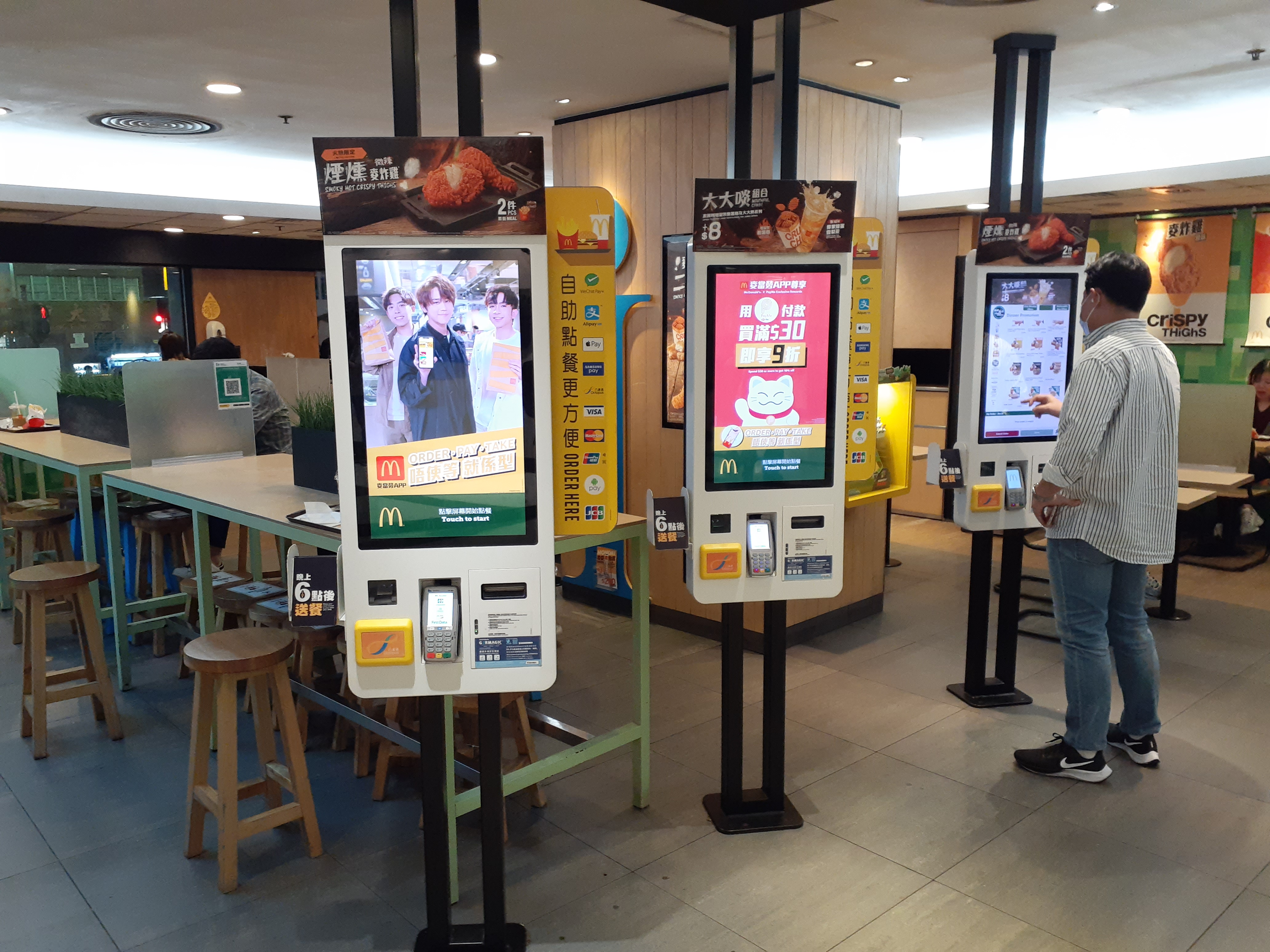
Терминалы для заказов в Макдональдс

## Примеры самообслуживания
- Торговый автомат
- Супермаркет
- Банкомат
- Умный магазин